# Vertrag sui generis
Ein Vertrag sui generis (deutsch Vertrag eigener Art, auch atypischer Vertrag genannt) ist im Recht der Schuldverhältnisse ein Vertragstyp, der nicht ausdrücklich gesetzlich geregelt ist.

## Nationale Rechtsordnungen

### Deutschland
Der Vertrag sui generis entspricht seiner Herkunft nach dem Innominatkontrakt (lateinisch innominatus, „unbenannt“) des römischen Rechts. Im Rahmen der Vertragsfreiheit sind Verträge sui generis grundsätzlich zulässig und rechtsgültig, soweit sie nicht gegen gesetzliche Verbote oder zwingendes Recht verstoßen.
Ausdrücklich im Bürgerlichen Gesetzbuch geregelt sind beispielsweise der Dienst- oder Werkvertrag, der Kauf- oder der Mietvertrag. Nicht geregelt sind etwa Lizenz-, Franchise-, Factoring- oder Leasingverträge.
Während ein typengemischter Vertrag, z. B. eine gemischte Schenkung, die teils aus Kaufvertrag, teils aus Schenkung besteht, Elemente mehrerer gesetzlich geregelter Formtypen vereinigt, stellt ein Vertrag sui generis eine bewusst eigenständige Vertragsart dar. Während beim gemischten Vertrag die anwendbaren Rechtsvorschriften dem Recht der verschmolzenen Vertragstypen entnommen werden, sind auf den Vertrag sui generis die allgemeinen Vorschriften anwendbar, eventuell ergänzt durch analoge Heranziehung passender Normen für typähnliche Vertragsverhältnisse. So weist etwa der Leasingvertrag, von dem durchaus streitig ist, ob er ein gemischter oder ein Vertrag sui generis ist, Elemente des Kauf- wie des Mietvertrages auf. Ähnlich streitig wird der Franchisevertrag diskutiert, der teils als gemischter Vertrag, bisweilen in Form einer Typenkombination aber auch als Vertrag sui generis gesehen wird. Ähnliche Uneinheitlichkeit zur Klassifizierung des Franchisevertrages besteht auch in der Rechtsprechung. Für einen Vertrag sui generis steht beispielsweise die Rechtsprechung des OLG Schleswig.

### Österreich
Die Rechtslage in Österreich entspricht weitgehend der deutschen. So ist ein Maklervertrag ein Vertrag sui generis.

### Schweiz
Die Schweiz hat den Innominatvertrag begrifflich aus dem römischen Recht übernommen. Hierunter fallen Verträge, die weder im besonderen Teil des Obligationenrechts (Art. 184-551) noch in einem Spezialgesetz geregelt sind. Der Ausdruck Innominatvertrag ist insofern irreführend, als es nicht auf die fehlende gesetzliche Benennung, sondern auf die fehlende Regelung im Gesetz ankommt. Innerhalb der Innominatverträge werden einerseits die gemischten Verträge unterschieden, andererseits Verträge eigener Art. Gemischte Verträge vereinen Tatbestandselemente verschiedener Vertragstypen. Ein Vertrag eigener Art enthält zumindest ein Element, das sich keinem gesetzlich geordneten Vertragstyp zuordnen lässt.